# Azure Linux
Azure Linux, v minulosti znám jako CBL-Mariner (Common Base Linux - Mariner), je bezplatná linuxová distribuce s otevřeným zdrojovým kódem vyvinutá společností Microsoft. Vznikla jako operační systém pro servery služby Microsoft Azure a jako grafický komponent nástroje WSL.2.

## Přehled
CBL-Mariner vyvíjí Linux Systems Group v Microsoftu pro účely své cloudové infrastruktury. Využívá ho jako základní linuxovou distribuci pro kontejnery v Azure Stack HCI implementaci Azure Kubernetes Service. Microsoft CBL-Mariner také využívá v Azure IoT pro běh Linuxových programů na Windwos IoT a jako backendovou distribuci pro kompozitor Wayland pro WSL.

Logo služby Microsoft Azure

CBL-Mariner má pouze základní balíčky potřebné k podpoře a funkci kontejnerů. Ke přidávání balíčků a správě bezpečnostních aktualizací jsou používány běžné linuxové nástroje. Aktualizace jsou nabízeny jako RPM balíčky, nebo jako obrazy disku (.iso). Díky podpoře balíčků RPM je možné na CBL_mariner připojit další programy a funkce dle potřeby.
Microsoft tento operační systém vydal v roce 2020. Zdrojový kód je přístupný na GitHub, pod MIT licencí s částmi Photon License, Apache License v2, GPLv2 a LGPLv2.1. Instalace CBL-Mariner vyžaduje programovací jazyk Go, QEMU a RPM.
Ve vydání 2.0.20240301 přejmenováno na Azure Linux.